# Philippe Valode
Philippe Valode, né en 1946, est un homme de finances et de chroniques historiques ,.

## Biographie
Il est diplômé de Sciences Po Paris (section Eco Fi), licencié en histoire, titulaire d’un diplôme d'études supérieures de droit public . 
D’abord parisienne et financière (analyste financier, vice-président de la SFAF , direction de la gestion et de l’analyse financière d’un grand groupe bancaire), sa carrière se poursuit ensuite à Lyon. Dans les années 1980-1990, il dirige la Banque populaire de Lyon  puis développe et préside la Banque de Vizille.
Son évolution le conduit ensuite à constituer un groupe d’édition régional, à lancer la direction des Affaires économiques et industrielle de la Communauté urbaine de Lyon, à présider l’OPAC du Grand Lyon (aujourd’hui Grand Lyon Habitat),.
Revenu à Paris, il s’engage dans le secteur du livre, dirigeant les Editions Trajectoire ,, conseillant durant une décennie le président de France Abonnements , fondant enfin la revue Actualités de l’Histoire.
À la fin des années 1990, il se consacre totalement à l’écriture de livres historiques. Désormais concentré sur deux périodes, 1940-1945 et l’Égypte antique (au total une dizaine d’ouvrages), il apparait régulièrement dans les médias pour traiter ces deux périodes de l’histoire. Il est publié chez une douzaine d’éditeurs français.
L'historienne Bénédicte Vergez-Chaignon observe que l'ouvrage Les hommes de Pétain (2012) relève d'une « approche (...) très répétitive », dans un registre non « empreint de rigueur scientifique » : ce dictionnaire ainsi que ceux rédigés par Philippe Randa « proc[èdent] par une démarque des livres de souvenirs et de mémoires parfois caricaturale et [peuvent] afficher des partis pris idéologiques autant qu’hagiographiques. »

## Publications
Classement par ordre chronologique de parution.
- Guide pratique des petits ennuis domestiques (illustré par Alain Bouldouyre), Éditions Horvath, 1994  (ISBN 2717109056)
- Rois, reines et favorites de l’histoire de France, Éditions de l'Archipel, 2000  (ISBN 2841874184)
- Les 22 présidents de la République française, Éditions de l'Archipel, 2002  (ISBN 2841873242)
- Pharaons et reines d’Égypte (préface de Chr. Desroches-Noblecourt), Éditions de l'Archipel, 2003  (ISBN 9782841875269)
- 100 dates de l’histoire de France,De Vecchi, 2004  (ISBN 2732834521)
- Histoire de France, De Vecchi, 2004  (ISBN 2732834513)
- Histoire de l’Europe, De Vecchi, 2004  (ISBN 2732834688)
- Histoire de Napoléon Ier, De Vecchi,  2004  (ISBN 2732881902)
- La France de 1789 à nos jours, De Vecchi, 2004  (ISBN 2732834556)
- La Grèce classique, De Vecchi, 2004  (ISBN 9782732881843)
- Les Maîtres du Kremlin, Éditions de l'Archipel, 2004  (ISBN 9782841876365)
- Les Pharaons d’Egypte, De Vecchi, 2004  (ISBN 2732838306)
- Lyon d’antan (en collaboration avec Francis Guyot), HC Éditions, 2004  (ISBN 2911207211)
- Rois et reines de France, De Vecchi, 2004  (ISBN 2732881945)
- Grandes figures de l'histoire de France, De Vecchi, 2005  (ISBN 2732882321)
- Les 4 Napoléon, De Vecchi, 2005  (ISBN 2732886238)
- Les femmes de l’histoire de France, De Vecchi, 2005  (ISBN 2732882275)
- Les grandes héroïnes de l’histoire de France,De Vecchi, 2005  (ISBN 2732882267)
- Les grands chefs militaires français, De Vecchi, 2005  (ISBN 2732882259)
- Les Présidents de la République française, De Vecchi, 2005  (ISBN 2732882348)
- Mensonges et contrevérités de l’histoire de France, De Vecchi, 2005  (ISBN 2732882445)
- 100 dates et 100 personnages clés de l’histoire de France, De Vecchi, 2006  (ISBN 2732883395)
- Elles ont fait la France, Éditions de l'Archipel, 2006  (ISBN 9782841878581)
- Grands procès et grandes affaires, De Vecchi, 2006  (ISBN 2732883409)
- Histoire de la France conquérante, De Vecchi, 2006  (ISBN 2732883174)
- Histoire des campagnes présidentielles françaises, HC Éditions, 2006  (ISBN 2911207610)
- Histoire des civilisations, De Vecchi, 2006  (ISBN 9782732883410)
- Histoire des prix Nobel français, HC Éditions, 2006  (ISBN 2911207629)
- Les énigmes des grandes civilisations, Éditions First, 2006  (ISBN 2754002863)
- Les ministres de l’histoire de France, De Vecchi, 2006  (ISBN 9782732883144)
- Rois, reines et favorites de l’histoire de France, Éditions de l'Archipel, 2006  (ISBN 9782841878703)
- Cinq siècles d’Inquisition, Trajectoire, 2007  (ISBN 9782841974283)
- La Rome antique, collection Focus, De Vecchi, 2007  (ISBN 9782732883151)
- Les croisades, De Vecchi, 2007  (ISBN 9782732888811)
- Les énigmes de la Ve République, Éditions First, 2007  (ISBN 9782754002981)
- Les grands traîtres de l’histoire, Éditions First, 2007  (ISBN 9782754004589)
- Les Maîtres de la Cité interdite, Éditions de l'Archipel, 2007  (ISBN 9782841879793)
- Les grands empoisonnements de l’histoire, Éditions First, 2008  (ISBN 9782754005951)
- Les grands explorateurs français (préface de JL Étienne), Éditions de l'Archipel, 2008  (ISBN 9782809801088)
- Les présidents des États-Unis, Éditions de l'Archipel, 2008  (ISBN 9782841877454)
- Martyrs à Rome, Larousse, 2008  (ISBN 9782035839824)
- Récits insolites des grandes inventions françaises, Trajectoire, 2008  (ISBN 9782841974399)
- Hitler et les sociétés secrètes,  Nouveau Monde Éditions, 2009,  (ISBN 9782847364194); Édition poche: Nouveau Monde Éditions, 2012
- Le Livre noir de l’histoire de France, Éditions Acropole, 2009  (ISBN 9782735703210)
- Les mystères des grandes batailles, De Vecchi, 2009  (ISBN 9782732888835)
- Les mystères du Mont Saint-Michel, Éditions Alphée, 2009  (ISBN 9782753805163)
- Occultus politicus, Éditions First, 2009  (ISBN 9782754010467)
- 7 maires de Lyon depuis 1900, Éditions Lyonnaise d'art et d'histoire, 2010  (ISBN 9782841472192)
- Histoire secrète de la Révolution française, Éditions Alphée, 2010  (ISBN 9782753806023)
- Les dossiers secrets de la Seconde Guerre mondiale (en collaboration avec Robert Arnaut), Éditions First, 2010,  (ISBN 9782754016056); Édition poche: Éditions First, 2016
- Les premières Dames de la Ve République, Éditions de l'Archipel,  2010  (ISBN 9782809804027)
- Histoire de France en 2000 dates et 1000 anecdotes, Éditions Acropole, 2011  (ISBN 9782735703432)
- Les dossiers secrets de la Grande Guerre, Éditions Alphée, 2011  (ISBN 9782753806757)
- Les grands coups de bluff de l’histoire, Éditions First, 2011  (ISBN 9782754023160)
- Les hommes de Pétain,  Nouveau Monde Éditions, 2011, (ISBN 9782847365382); Édition poche: Nouveau Monde Éditions, 2013
- Petit dictionnaire énervé des rois et reines de France, Éditions de l'Opportun, 2011  (ISBN 9782360750108)
- Rois, reines, princes et princesses d’Angleterre, Éditions de l'Archipel, 2011  (ISBN 9782809804898)
- Le Petit Champollion, guide historique de l’Égypte antique (en collaboration avec Denis Valode), Éditions Acropole, 2012  (ISBN 9782735703678)
- Les 24 Présidents de la République française, Éditions de l'Archipel, 2012  (ISBN 9782809808216)
- Les dossiers oubliés de la Seconde Guerre mondiale (en collaboration avec Robert Arnaut), Éditions First, 2012,  (ISBN 9782754038881); Édition poche: Éditions First, 2017
- Et si Napoléon avait triomphé à Waterloo ? (en collaboration avec Luc Mary), Éditions de l'Opportun, 2013 (ISBN 9782360750405); Édition poche: Éditions de l'Opportun, 2015
- Jeu Histoire de France : évaluez vos connaissances, 100 cartes, 500 questions, Éditions de l'Archipel, 2013  (ISBN 9782809810714)
- La Grande Guerre sans les clichés, Éditions de l'Archipel, 2013  (ISBN 9782809812572)
- Le livre noir de la Collaboration, Éditions Acropole, 2013  (ISBN 9782735703760)
- Le pire de l’histoire (en collaboration avec Luc Mary), Éditions de l'Opportun, 2013  (ISBN 9782360753888)
- Les mensonges les plus incroyables de l’histoire (en collaboration avec Luc Mary), Éditions de l'Opportun, 2013,  (ISBN 9782360751747); Édition poche: Éditions de l'Opportun, 2015
- 24 heures avant les plus grands événements de l’histoire de France, Éditions de l'Opportun, 2014  (ISBN 9782360752072)
- Espions et espionnes de la Grande Guerre, Éditions First, 2014  (ISBN 9782754056571)
- La Ve République, une Histoire, Éditions de l'Archipel, 2014  (ISBN 9782809815771)
- Le destin des hommes de Pétain de 1945 à nos jours,  Nouveau Monde Éditions, 2014  (ISBN 9782365839877)
- Les grandes Scandaleuses, Éditions First, 2014  (ISBN 9782754056564)
- Histoire des grands inventeurs français  version poche,  Nouveau Monde Éditions, 2015  (ISBN 9782369422006)
- Les derniers jours des chefs nazis (en collaboration avec Luc Mary), Éditions First, 2015  (ISBN 9782754075596)
- Louis XIV et le siècle d’or de la monarchie, Éditions de l'Archipel, 2015  (ISBN 9782809816235)
- Lyon 100 % vintage à travers la carte postale, HC Éditions, 2015  (ISBN 9782357202108)
- Lyon métropole du XXIe siècle (photographies de Martine Leroy),  Éditions Xodus, 2015  (ISBN 9782953308396)
- L’histoire revue et corrigée en 60 événements majeurs (en collaboration avec Luc Mary), Éditions de l'Opportun, 2016  (ISBN 9782360754717)
- La Shoah Française Les responsables impunis, Éditions Acropole, 2016  (ISBN 9782735703951)
- Les plus grands salopards de l’histoire : une histoire des traîtres depuis Judas jusqu’à Laval (en collaboration avec Luc Mary), Éditions de l'Opportun, 2016  (ISBN 9782360752089)
- Les plus belles raclées de l’histoire (en collaboration avec Luc Mary), Éditions de l'Opportun, 2017  (ISBN 9782360754489)
- Les prisonniers les plus célèbres de l’histoire, Éditions de l'Opportun, 2017  (ISBN 9782360754076)
- Un monde de murs, (en collaboration avec Jean-Philippe Guye), Éditions L'Harmattan, 2018  (ISBN 9782343147291)
- La Gestapo Française, (en collaboration avec Gérard Chauvy) Éditions Acropole, 2018  (ISBN 9782735704095)
- Éloge des pharaons et reines d’Égypte, Éditeur Philippe Rey, 2019  (ISBN 9782848767208)
- Histoire des cinq grandes puissances : Russie - Chine - Etats-Unis - Grande-Bretagne - France, Éditeur Archipoche, 2019  (ISBN 9782377353729)
- De Gaulle, un homme dans l'histoire, Éditeur Archipel, 2020  (ISBN 9782809828320)
- Les hauts lieux de l'histoire de France, Les Editions de l'Opportun, 2020  (ISBN 9782360759521)
- Karl Dönitz: Successeur d'Hitler durant 23 jours, Editions du Rocher, 2021  (ISBN 9782268105185)
- Les Monstres de l'Histoire, Les Editions de l'Opportun, 2022  (ISBN 9782380154320)
- On les appelait les Résistants - Grandes figures de la lutte antinazie (1940-1944), Éditions L'Archipel, 2022  (ISBN 9782809841053)
- Les 12 Procès oubliés de Nuremberg - Plongée dans l'impossible dénazification de l'Allemagne, Éditions du Rocher, 2023  (ISBN 9782268108803)
- L'histoire de France en 131 questions, Opportun Éditions, 2023  (ISBN 9782380157581)
- Ils ont préféré en finir - Le suicide des chefs nazis, Éditions L'Archipel, 2023  (ISBN 9782809845105)
- Henrich Müller - L'implacable chef de la Gestapo, Éditions du Rocher, 2024  (ISBN 9782268110547)
- Les Grandes Rumeurs de l'Histoire, Les Editions de l'Opportun, 2025  (ISBN 9782487178427)
- Boemelburg: Chef de la gestapo en France, (en collaboration avec Gérard Chauvy) Nouveau Monde, 2025  (ISBN 9782380946727)

## Conférences
- Marc Aurèle ou l’empereur angoissé,  Association Guillaume Budé, février 1991[11]
- Les mystères du Mont Saint-Michel, Association Guillaume Budé, janvier 2011[12]

- Les plus grands mensonges de l’Histoire,  Ciné cité Aix en Provence, mars 2014[13]
- L’intégration des populations du Bassin méditerranéen dans la Rome antique. Peut-on en tirer des leçons pour aujourd’hui ?, Institut des Hautes Etudes de la Défense nationale, décembre 2014
- Deux empereurs romains sont nés à Lyon et trois y sont morts, Musée de Gadagne,  mai 2015[14]
- La Gestapo Française, (en collaboration avec Gérard Chauvy) Éditions Acropole, 2018, Mairie du 6eme arrondissement de Lyon,  janvier 2019

## Prix
- Prix 2015 Jacques Chabannes  pour Histoire de la Ve République,  Association des Ecrivains combattants [15]
- Prix littéraire 2017 de la Selyre pour La Shoah française[16]